# Johann Martin Usteri

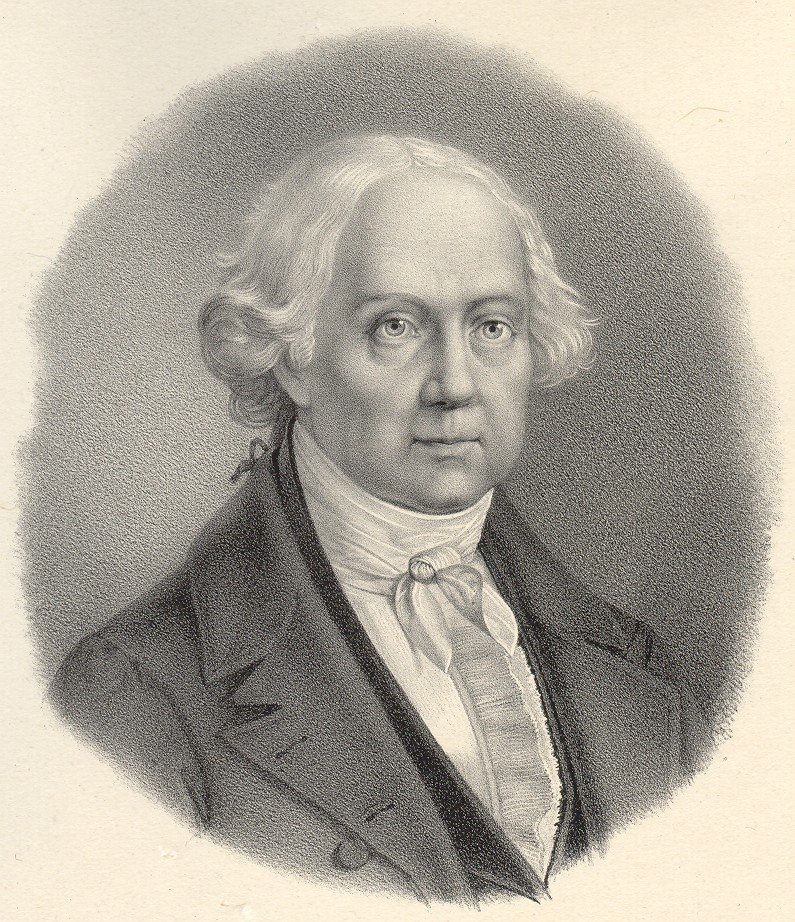
Johann Martin Usteri

Johann Martin Usteri (* 14. Februar 1763 in Zürich; † 29. Juli 1827 in Rapperswil) war ein Schweizer Dichter, Maler und Zeichner. Er ist vor allem als Verfasser von Dichtungen in Zürcher Mundart bekannt.

## Leben

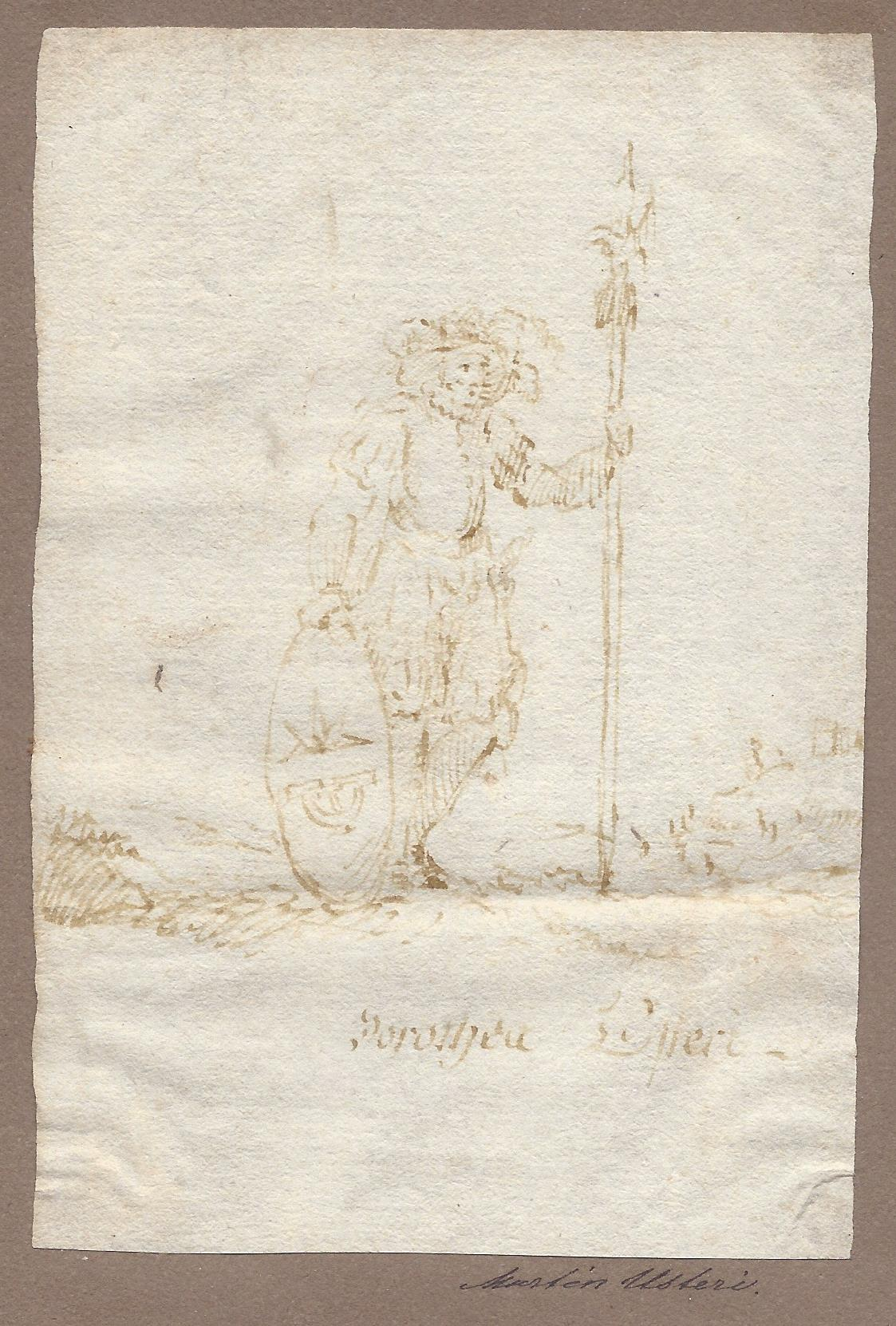
Johann Martin Usteri: Ex-Libris-Entwurf für die Schwester Dorothea

Usteri kam 1763 als Sohn des Zürcher Beamten Hans Martin Usteri (* 1738) zur Welt. Inspiriert durch das Studium der väterlichen Grafik-Sammlung und die Besuche angesehener Zürcher Künstler (Salomon Gessner, Johann Balthasar Bullinger), schlug er eine Künstlerkarriere ein. Sein Onkel Heinrich Usteri (1754–1802) und sein Bruder Paulus Usteri widmeten sich ebenfalls neben dem Kaufmannsberuf der Kunst der Zeichnung. Seine Interessen galten ausserdem mittelalterlichen Handschriften, besonders dem mit Zürich verknüpften Codex Manesse, und der Heraldik. 1786 heiratete er Johanna Catharina Stockar. Er war Mitglied der zürcherischen Zunft zur Waag und ein angesehenes Mitglied der geistigen Elite von Zürich. Von 1815 bis 1827 war er Mitglied des Kleinen Rates. 1827 starb er im Rapperswiler Gasthaus «Pfauen».

## Künstlerisches Werk
Johann Martin Usteri schuf Gedichte, Erzählungen und Idyllen in Zürcher Mundart, als deren vorzüglichste Der Vikari gelten muss. Diese unter dem Einfluss von Johann Peter Hebels Alemannischen Gedichten entstandenen Werke trugen massgeblich zur Anerkennung des Dichters bei. Usteris Mundartdichtung beeinflusste spätere Mundartdichter wie Jonas Breitenstein, August Corrodi und Meinrad Lienert. Seinen hochdeutschen Dichtungen sowie seinen Zeichnungen wird dagegen kein herausragender Wert beigemessen. Der Text zur bekannten Melodie Freut euch des Lebens wurde zum Volkslied. Usteris Gedichte sind von patriotischen und idyllisch-volkstümlichen Tönen geprägt. In seinen Prosawerken offenbart er eine für seine Zeit bemerkenswerte Kenntnis der mittelalterlichen Kultur.
Seine hinterlassenen Dichtungen in Versen und Prosa gab David Hess (Berlin 1831, 3 Bände, 3. Aufl., Leipzig 1877) heraus. Hess gab den beiden Idyllen, die heute als bekannteste Werke des Dichters gelten, nachträglich ihren Namen. Aus seinem Nachlass wurde die Novelle Liebesabenteuer eines Zürichers vom glückhaften Schiff auf dem Freischiessen zu Strassburg (Halle 1877) veröffentlicht. David Hess bezeichnete den Zürcher als Romantiker.
Erhalten ist auch eine grosse Anzahl von Zeichnungen und Kupferstichen (historische Bilder, Idyllen und Humoresken), in zarten Umrissen miniaturartig ausgeführt.
Der Nachlass von Usteri mit Briefen, Materialien zum Werk, Agenda und Notizen befindet sich in der Handschriftenabteilung der Zentralbibliothek Zürich.

## Werke

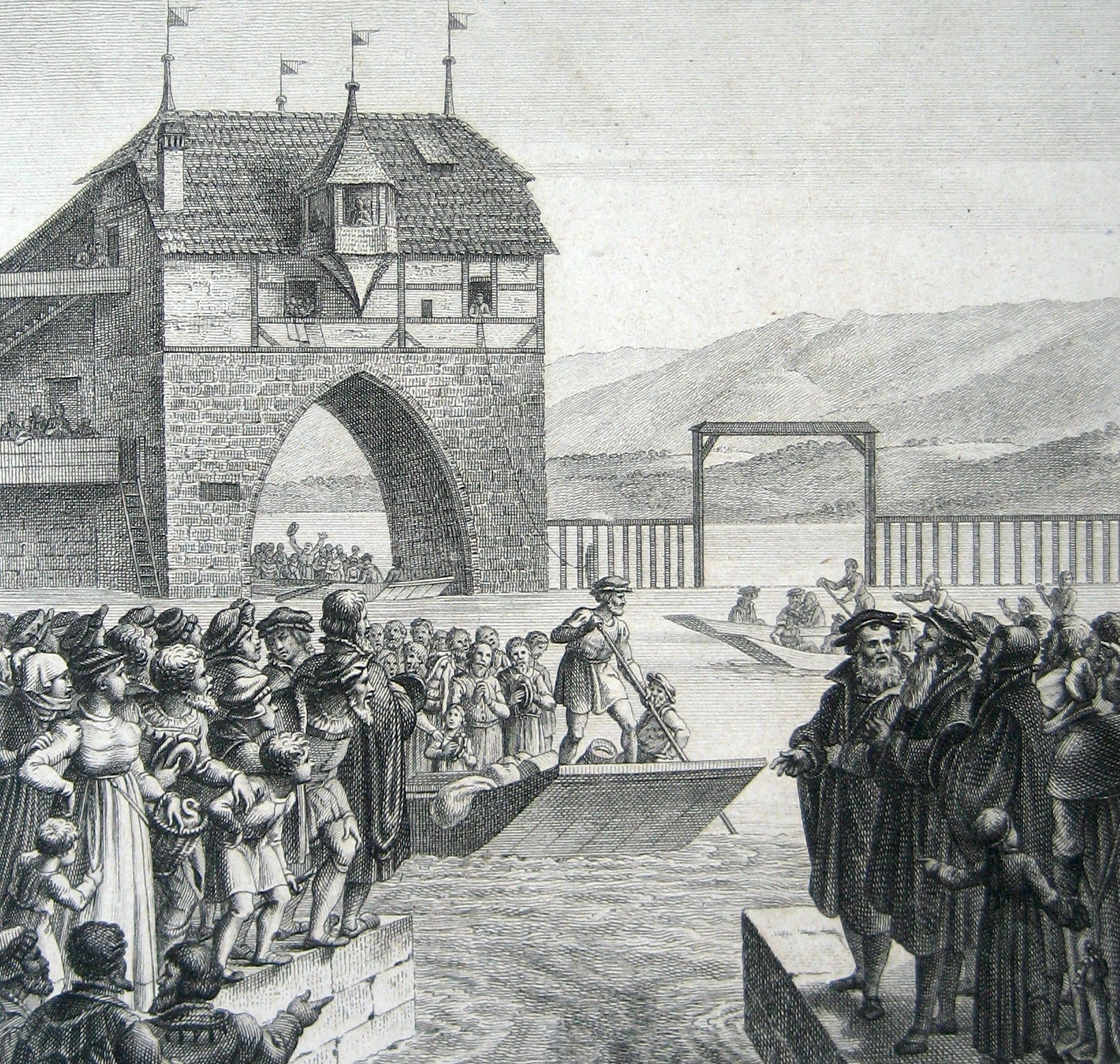
Ankunft reformierter Flüchtlinge am Grendeltor 1555. Kupferstich von Usteri.

### Lyrik

#### Schweizerdeutsch
- De Herr Heiri (Städtische Idylle in Zürcher-Mundart), Idylle in Versen
- De Vikari (Ländliche Idylle in Zürcher-Mundart), Idylle in Versen
- Lieder in Schweizer-Mundart

- Zwölf Kinderlieder
- Berglied
- Sennelied
- De verliebt Rechemeister
- Was i gern möcht
- De Pfarrer und s'Breneli
- ’s Gredelis Gheimnuß
- ’s Spinnermaidlis Chlag
- ’s Arm Elfeli uf de Ysefluh

#### Hochdeutsch
- Struth Winkelried, Heldenballade
- Das alte Schloss Wädenschweil, Ballade (1821)

### Prosa
- Der Maler, Erzählung
- Gott beschert über Nacht, Erzählung
- Der Erggel im Steinhus
- Zeit bringt Rosen
- Thomann zur Lindens Abentheuer auf dem großen Schießen zu Straßburg 1576
- Liebesabentheuer eines Zürichers vom glückhaften Schiff auf dem Freischiessen zu Straßburg, Novelle
- Der Schatz durch den Schatz. Biographie Hans Breidbachs des Goldschmidt’s zu Fryburg aus dem XVI. Jahrhundert

### Sachbuch
- Oktavbüchlein mit Notizen und Skizzen zu den Glasfenstern im Kloster Wettingen, Grafische Sammlung des Kunsthauses Zürich (L 48)